# Pengadegan (Pengadegan)
Pengadegan is een bestuurslaag in het regentschap Purbalingga van de provincie Midden-Java, Indonesië. Pengadegan telt 8760 inwoners (volkstelling 2010).